# Gnipahålan
Gnipahålan (norröna: Gnipahellir) är i nordisk mytologi en grotta, som ofta har antagits vara ingången till dödsriket Hel. Lokaliseringen bygger på antagandet att odjuret Garm, som i Vǫluspá 44, 49 och 58 sägs stå bundet vid Gnipahålan, skulle vara identiskt med dödsgudinnan Hels hund som omtalas i Baldrs draumar 2-3, men som inte nämns med namn. En annan tolkning är att Garm är ett heiti för Fenrisulven. I så fall bör Gnipahålan vara belägen vid klippan Gjöll, där ulven enligt Gylfaginning 34 står fjättrad.

## NamnetGnipahellir
Endast sista sammansättningsledet i namnet Gnipahellir kan tolkas med säkerhet: hellir betyder "håla, klipphåla, grotta". Gnipa- har ibland översatts "utskjutande" eller "hängande över", vilket tycks vara motsatsen till vad en håla är. Björn Collinder föreslog "stupgrottan" men ändrade sig senare till "stengrottan". Åke Ohlmarks tvekar mellan "hålan i det branta berget" och "kvalens grotta". Det finns dock flera översättningsförslag.